# Miloš Bakrač
Miloš Bakrač (in serbo Милош Бакрач?; Plužine, 25 febbraio 1992) è un calciatore montenegrino, difensore svincolato.

## Carriera

### Club
Ha giocato due partite nella massima serie svizzera con il Sion; ha inoltre giocato anche 11 partite nella massima serie azera, oltre che nella prima divisione bosniaca (una presenza con il Travnik e 10 con lo Željezničar) ed in quella montenegrina. Ha inoltre giocato complessivamente sei partite nei turni preliminari delle competizioni UEFA per club.

### Nazionale
Ha giocato nelle nazionali giovanili montenegrine Under-19 ed Under-21.
Il 16 maggio 2018 il CT del Montenegro, Ljubiša Tumbaković, lo inserisce nella lista dei convocati per le amichevoli contro Bosnia ed Erzegovina e Slovenia. Debutta il 2 giugno proprio contro quest'ultima, subentrando a Marko Simić nel match perso 0-2.

## Statistiche

### Cronologia presenze in nazionale
| Cronologia completa delle presenze e delle reti in nazionale ― Montenegro | Cronologia completa delle presenze e delle reti in nazionale ― Montenegro | Cronologia completa delle presenze e delle reti in nazionale ― Montenegro | Cronologia completa delle presenze e delle reti in nazionale ― Montenegro | Cronologia completa delle presenze e delle reti in nazionale ― Montenegro | Cronologia completa delle presenze e delle reti in nazionale ― Montenegro | Cronologia completa delle presenze e delle reti in nazionale ― Montenegro | Cronologia completa delle presenze e delle reti in nazionale ― Montenegro |
| Data                                                                      | Città                                                                     | In casa                                                                   | Risultato                                                                 | Ospiti                                                                    | Competizione                                                              | Reti                                                                      | Note                                                                      |
| ------------------------------------------------------------------------- | ------------------------------------------------------------------------- | ------------------------------------------------------------------------- | ------------------------------------------------------------------------- | ------------------------------------------------------------------------- | ------------------------------------------------------------------------- | ------------------------------------------------------------------------- | ------------------------------------------------------------------------- |
| 2-6-2018                                                                  | Podgorica                                                                 | Montenegro                                                                | 0 – 2                                                                     | Slovenia                                                                  | Amichevole                                                                | -                                                                         | 74’                                                                       |
| Totale                                                                    |                                                                           | Presenze                                                                  | 1                                                                         |                                                                           | Reti                                                                      | 0                                                                         |                                                                           |

| Cronologia completa delle presenze e delle reti in nazionale ― Montenegro under 21 | Cronologia completa delle presenze e delle reti in nazionale ― Montenegro under 21 | Cronologia completa delle presenze e delle reti in nazionale ― Montenegro under 21 | Cronologia completa delle presenze e delle reti in nazionale ― Montenegro under 21 | Cronologia completa delle presenze e delle reti in nazionale ― Montenegro under 21 | Cronologia completa delle presenze e delle reti in nazionale ― Montenegro under 21 | Cronologia completa delle presenze e delle reti in nazionale ― Montenegro under 21 | Cronologia completa delle presenze e delle reti in nazionale ― Montenegro under 21 |
| Data                                                                               | Città                                                                              | In casa                                                                            | Risultato                                                                          | Ospiti                                                                             | Competizione                                                                       | Reti                                                                               | Note                                                                               |
| ---------------------------------------------------------------------------------- | ---------------------------------------------------------------------------------- | ---------------------------------------------------------------------------------- | ---------------------------------------------------------------------------------- | ---------------------------------------------------------------------------------- | ---------------------------------------------------------------------------------- | ---------------------------------------------------------------------------------- | ---------------------------------------------------------------------------------- |
| 16-11-2010                                                                         | Clairfontaine                                                                      | Francia under 21                                                                   | 1 – 0                                                                              | Montenegro under 21                                                                | Amichevole                                                                         | -                                                                                  | 46’                                                                                |
| 25-3-2011                                                                          | Paola                                                                              | Malta under 21                                                                     | 1 – 1                                                                              | Montenegro under 21                                                                | Amichevole                                                                         | -                                                                                  | 46’                                                                                |
| 29-3-2011                                                                          | Podgorica                                                                          | Montenegro under 21                                                                | 0 – 1                                                                              | Macedonia del Nord under 21                                                        | Amichevole                                                                         | -                                                                                  | 46’                                                                                |
| 14-8-2012                                                                          | Kiev                                                                               | Bielorussia under 21                                                               | 1 – 2                                                                              | Montenegro under 21                                                                | Amichevole                                                                         | -                                                                                  | Ammonizione                                                                        |
| 7-9-2012                                                                           | Nikšić                                                                             | Montenegro under 21                                                                | 0 – 0                                                                              | Rep. Ceca under 21                                                                 | Qual. Europeo Under-21 2013                                                        | -                                                                                  |                                                                                    |
| 10-9-2012                                                                          | Podgorica                                                                          | Montenegro under 21                                                                | 0 – 0                                                                              | Armenia under 21                                                                   | Qual. Europeo Under-21 2013                                                        | -                                                                                  |                                                                                    |
| 14-11-2012                                                                         | Győr                                                                               | Ungheria under 21                                                                  | 0 – 0                                                                              | Montenegro under 21                                                                | Amichevole                                                                         | -                                                                                  | 46’                                                                                |
| 5-11-2012                                                                          | Podgorica                                                                          | Montenegro under 21                                                                | 2 – 0                                                                              | Serbia under 21                                                                    | Amichevole                                                                         | -                                                                                  | 46’                                                                                |
| 25-3-2013                                                                          | Jagodina                                                                           | Serbia under 21                                                                    | 0 – 0                                                                              | Montenegro under 21                                                                | Amichevole                                                                         | -                                                                                  | 46’                                                                                |
| 29-5-2013                                                                          | Metković                                                                           | Croazia under 21                                                                   | 0 – 0                                                                              | Montenegro under 21                                                                | Amichevole                                                                         | -                                                                                  | 46’                                                                                |
| 5-6-2013                                                                           | San Pedro del Pinatar                                                              | Egitto under 21                                                                    | 1 – 3                                                                              | Montenegro under 21                                                                | Amichevole                                                                         | -                                                                                  |                                                                                    |
| 11-6-2013                                                                          | Podgorica                                                                          | Montenegro under 21                                                                | 3 – 0                                                                              | Fær Øer under 21                                                                   | Qual. Europeo Under-21 2015                                                        | -                                                                                  |                                                                                    |
| 10-9-2013                                                                          | Podgorica                                                                          | Montenegro under 21                                                                | 3 – 2                                                                              | Romania under 21                                                                   | Qual. Europeo Under-21 2015                                                        | -                                                                                  |                                                                                    |
| 11-10-2013                                                                         | Wiesbaden                                                                          | Germania under 21                                                                  | 2 – 0                                                                              | Montenegro under 21                                                                | Qual. Europeo Under-21 2015                                                        | -                                                                                  |                                                                                    |
| 15-11-2013                                                                         | Podgorica                                                                          | Montenegro under 21                                                                | 1 – 1                                                                              | Germania under 21                                                                  | Qual. Europeo Under-21 2015                                                        | -                                                                                  |                                                                                    |
| 19-11-2013                                                                         | Podgorica                                                                          | Montenegro under 21                                                                | 0 – 0                                                                              | Irlanda under 21                                                                   | Qual. Europeo Under-21 2015                                                        | -                                                                                  |                                                                                    |
| 5-3-2014                                                                           | Dublino                                                                            | Irlanda under 21                                                                   | 1 – 2                                                                              | Montenegro under 21                                                                | Qual. Europeo Under-21 2015                                                        | -                                                                                  |                                                                                    |
| 4-9-2014                                                                           | Bucarest                                                                           | Romania under 21                                                                   | 4 – 3                                                                              | Montenegro under 21                                                                | Qual. Europeo Under-21 2015                                                        | -                                                                                  | 75’                                                                                |
| 9-9-2014                                                                           | Toftir                                                                             | Fær Øer under 21                                                                   | 1 – 0                                                                              | Montenegro under 21                                                                | Qual. Europeo Under-21 2015                                                        | -                                                                                  |                                                                                    |
| Totale                                                                             |                                                                                    | Presenze                                                                           | 19                                                                                 |                                                                                    | Reti                                                                               | 0                                                                                  |                                                                                    |

| Cronologia completa delle presenze e delle reti in nazionale ― Montenegro under 19 | Cronologia completa delle presenze e delle reti in nazionale ― Montenegro under 19 | Cronologia completa delle presenze e delle reti in nazionale ― Montenegro under 19 | Cronologia completa delle presenze e delle reti in nazionale ― Montenegro under 19 | Cronologia completa delle presenze e delle reti in nazionale ― Montenegro under 19 | Cronologia completa delle presenze e delle reti in nazionale ― Montenegro under 19 | Cronologia completa delle presenze e delle reti in nazionale ― Montenegro under 19 | Cronologia completa delle presenze e delle reti in nazionale ― Montenegro under 19 |
| Data                                                                               | Città                                                                              | In casa                                                                            | Risultato                                                                          | Ospiti                                                                             | Competizione                                                                       | Reti                                                                               | Note                                                                               |
| ---------------------------------------------------------------------------------- | ---------------------------------------------------------------------------------- | ---------------------------------------------------------------------------------- | ---------------------------------------------------------------------------------- | ---------------------------------------------------------------------------------- | ---------------------------------------------------------------------------------- | ---------------------------------------------------------------------------------- | ---------------------------------------------------------------------------------- |
| 8-10-2010                                                                          | Grödig                                                                             | Austria under 19                                                                   | 1 – 1                                                                              | Montenegro under 19                                                                | Qual. Europeo Under-19 2011                                                        | -                                                                                  |                                                                                    |
| 10-10-2010                                                                         | Grödig                                                                             | Francia under 19                                                                   | 2 – 0                                                                              | Montenegro under 19                                                                | Qual. Europeo Under-19 2011                                                        | -                                                                                  |                                                                                    |
| 13-10-2010                                                                         | Rochdale                                                                           | Montenegro under 19                                                                | 5 – 0                                                                              | San Marino under 19                                                                | Qual. Europeo Under-19 2011                                                        | -                                                                                  | 75’                                                                                |
| 31-5-2011                                                                          | Yverdon-les-Bains                                                                  | Inghilterra under 19                                                               | 1 – 0                                                                              | Montenegro under 19                                                                | Qual. Europeo Under-19 2011                                                        | -                                                                                  | cap. 46’                                                                           |
| 2-6-2011                                                                           | Losanna                                                                            | Spagna under 19                                                                    | 3 – 0                                                                              | Montenegro under 19                                                                | Qual. Europeo Under-19 2011                                                        | -                                                                                  | cap.                                                                               |
| 5-6-2011                                                                           | Yverdon-les-Bains                                                                  | Inghilterra under 19                                                               | 2 – 3                                                                              | Svizzera under 19                                                                  | Qual. Europeo Under-19 2011                                                        | -                                                                                  | cap.                                                                               |
| Totale                                                                             |                                                                                    | Presenze                                                                           | 6                                                                                  |                                                                                    | Reti                                                                               | 0                                                                                  |                                                                                    |

| Cronologia completa delle presenze e delle reti in nazionale ― Montenegro under 17 | Cronologia completa delle presenze e delle reti in nazionale ― Montenegro under 17 | Cronologia completa delle presenze e delle reti in nazionale ― Montenegro under 17 | Cronologia completa delle presenze e delle reti in nazionale ― Montenegro under 17 | Cronologia completa delle presenze e delle reti in nazionale ― Montenegro under 17 | Cronologia completa delle presenze e delle reti in nazionale ― Montenegro under 17 | Cronologia completa delle presenze e delle reti in nazionale ― Montenegro under 17 | Cronologia completa delle presenze e delle reti in nazionale ― Montenegro under 17 |
| Data                                                                               | Città                                                                              | In casa                                                                            | Risultato                                                                          | Ospiti                                                                             | Competizione                                                                       | Reti                                                                               | Note                                                                               |
| ---------------------------------------------------------------------------------- | ---------------------------------------------------------------------------------- | ---------------------------------------------------------------------------------- | ---------------------------------------------------------------------------------- | ---------------------------------------------------------------------------------- | ---------------------------------------------------------------------------------- | ---------------------------------------------------------------------------------- | ---------------------------------------------------------------------------------- |
| 22-9-2008                                                                          | Toruń                                                                              | Polonia under 17                                                                   | 1 – 0                                                                              | Montenegro under 17                                                                | Qual. Europeo Under-17 2009                                                        | -                                                                                  | cap.                                                                               |
| 24-9-2008                                                                          | Szubin                                                                             | Azerbaigian under 17                                                               | 2 – 2                                                                              | Montenegro under 17                                                                | Qual. Europeo Under-17 2009                                                        | -                                                                                  | cap.                                                                               |
| 27-9-2008                                                                          | Toruń                                                                              | Montenegro under 17                                                                | 1 – 2                                                                              | Bulgaria under 17                                                                  | Qual. Europeo Under-17 2009                                                        | -                                                                                  | cap.                                                                               |
| Totale                                                                             |                                                                                    | Presenze                                                                           | 3                                                                                  |                                                                                    | Reti                                                                               | 0                                                                                  |                                                                                    |

## Palmarès

### Club

#### Competizioni nazionali
- Coppa del Montenegro: 1

Sutjeska: 2016-2017
- Campionato montenegrino: 1

Sutjeska: 2017-2018